# 第47回全国高等学校サッカー選手権大会
第47回全国高等学校サッカー選手権大会（だい47かいぜんこくこうとうがっこうサッカーせんしゅけんたいかい）は、1969年1月に行われた、全国高等学校サッカー選手権大会。

## 日程
- 1回戦　1月3日・4日
- 準々決勝　1月5日
- 準決勝　1月6日
- 3位決定戦・決勝　1月7日

## 使用会場
- 西宮球技場（1回戦～決勝）

## 出場校
- 総体優勝 秋田商（秋田県）
- 総体準優勝 習志野（千葉県）
- 国体優勝 韮崎（山梨県）
- 国体準優勝 遠野（岩手県）
- 国体3位 山陽（広島県）
- 国体4位 中津工（大分県）
- 北海道代表 函館有斗（北海道）
- 東北代表 五戸（青森県）

- 関東代表 川口（埼玉県）
- 北陸代表 松本県ヶ丘（長野県）
- 東海代表 藤枝東（静岡県）
- 関西代表 初芝（大阪府）
- 関西代表 関西学院（兵庫県）
- 中国代表 広島工（広島県）
- 四国代表 徳島商（徳島県）
- 九州代表 島原工（長崎県）

## 試合結果

### 1回戦
- 遠野 1 - 0 川口
- 藤枝東 5 - 3 島原工
- 習志野 3 - 2 関西学院
- 山陽 3 - 0 五戸

- 広島工 2 - 0 中津工
- 秋田商 6 - 0 徳島商
- 初芝 1 - 1 松本県ヶ丘（延長・抽選）
- 韮崎 4 - 2 函館有斗

### 準々決勝
- 遠野 5 - 0 藤枝東
- 山陽 4 - 1 習志野

- 広島工 3 - 1 秋田商
- 初芝 1 - 0 韮崎

### 準決勝
- 山陽 4 - 0 遠野
- 初芝 1 - 0 広島工

### 3位決定戦
- 広島工 1 - 0 遠野

### 決勝
- 初芝 1 - 0 山陽